# ۱۳۸۷ (قمری)
۱۳۸۷ (قمری)، هزار و سیصد و هشتاد و هفتمین سال در گاهشماری هجری قمری است. اول محرم این سال برابر با یازدهم آوریل سال ۱۹۶۷ میلادی است.